# Браун (окръг, Минесота)
Вижте пояснителната страница за други значения на Браун.
Окръг Браун (на английски: Brown County) е окръг в щата Минесота, Съединени американски щати. Площта му е 1603 km², а населението - 26 911 души (2000). Административен център е град Ню Улм.